# رود تیگرووایا
رود تیگرووایا (انگلیسی: Tigrovaya) یک رودخانه در سرزمین پریمورسکی کشور روسیه است.